# Comilla Sadar Dakshin Upazila
Comilla Sadar Dakshin Upazila är ett underdistrikt i Bangladesh.   Det ligger i provinsen Chittagong, i den sydöstra delen av landet, 90 km sydost om huvudstaden Dhaka.
Trakten runt Comilla Sadar Dakshin Upazila består till största delen av jordbruksmark. Runt Comilla Sadar Dakshin Upazila är det mycket tätbefolkat, med 1 956 invånare per kvadratkilometer.